# Cimitero di guerra di Coriano
Il cimitero di guerra inglese di Coriano, ufficialmente in inglese Coriano Ridge War Cemetery (cimitero di guerra del crinale di Coriano), è un cimitero militare del Commonwealth situato a Coriano, nella regione dell'Emilia-Romagna, nel Italia settentrionale, dedicato ai soldati alleati deceduti durante la seconda guerra mondiale nell'avanzata alleata attraverso la Valconca e nelle battaglie di Coriano e Rimini.
Gestito dall'ufficio di Roma del Commonwealth War Graves Commission, il cimitero conta 1.939 sepolture, di cui circa 50 non identificate. È tra le attrazioni turistiche più note di Coriano.

## Storia
Nel settembre 1944, le battaglie di Coriano e Rimini, da cui derivano molte delle sepolture, segnarono le fasi iniziali dell'assalto alleato alla Linea Gotica. Nella battaglia di Coriano, l'Ottava Armata britannica si scontrò con la Wehrmacht dal 4 al 13 settembre. Oliver Leese, comandante dell'Ottava Armata, descrisse l'avanzata per liberare Rimini come "una delle battaglie più dure dell'Ottava Armata... paragonabile a El Alamein, Mareth e la Linea Gustav (Monte Cassino)". Entro 37 giorni dalla battaglia di Rimini, più di 10.000 soldati erano morti tra le forze alleate e dell'Asse.

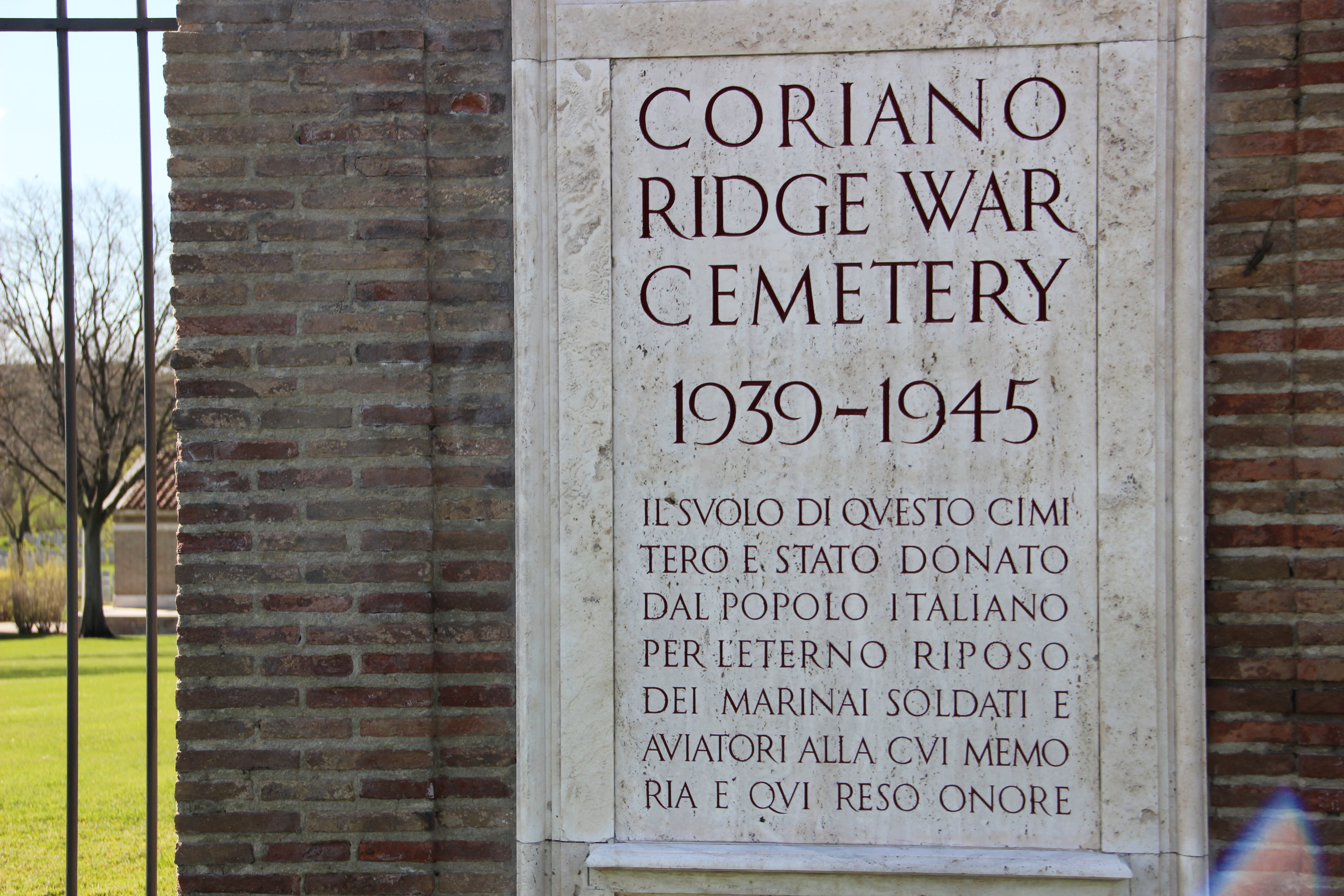
Inscrizione all'ingresso del cimitero, aprile 2015

Il cimitero di guerra inglese di Coriano fu costruito nell'aprile 1945, su un terreno ceduto dal governo italiano alla War Graves Commission del Regno Unito, sulla strada tra Rimini e Coriano. I soldati che erano stati sepolti nei campi di battaglia circostanti furono riesumati e trasferiti nel cimitero, includendo notevolmente 576 soldati inizialmente sepolti a Montescudo che furono spostati a causa del subsidenza del suolo. Il cimitero raccolse i caduti di guerra da Rimini, Coriano, insediamenti costieri e la Valconca.
Il cimitero fu rinnovato alla fine degli anni '50. Nella sua storia post-bellica, il cimitero ha ospitato diverse cerimonie commemorative delle battaglie nella zona, alle quali hanno partecipato dignitari e ambasciatori stranieri. Nel settembre 1979, la cerimonia del 35º anniversario includeva una visita di Nilde Iotti, Presidente della Camera dei Deputati, e il 15 maggio 1980, il principe Edward, duca di Kent, visitò l'area come presidente dellaCommonwealth War Graves Commission (CWGC), che gestisce il cimitero. Il cimitero è spesso incluso nei tour dei veterani in Italia, ma dal 11 settembre 2001, le visite dei familiari e dei veterani non sono più pubblicizzate a causa del rischio di terrorismo.

## Disposizione
Il cimitero si estende su una superficie di 30,000 metri quadri (322,92 ft²), su una collina inclinata, e mostra una forma lunga e rettangolare. L'entrata principale è un doppio cancello, con l'erba che scende in pendenza verso le tombe. Il cimitero è stato progettato da Louis de Soissons.
Il cimitero è diviso in settori, il primo dei quali contiene ciascuno 84 tombe, mentre gli ultimi quattro settori contengono le sepolture di Montescudo.
Il sito include una cappella con un registro dei soldati sepolti. Una croce commemorativa si trova nel punto più lontano dall'entrata, e presenta una spada di bronzo rivolta verso il basso su una base ottagonale. Il cimitero include un deposito per attrezzi e un rifugio commemorativo, dove i visitatori possono lasciare messaggi che vengono poi inviati alla CWGC tramite l'Ambasciata britannica a Roma.

## Sepolture

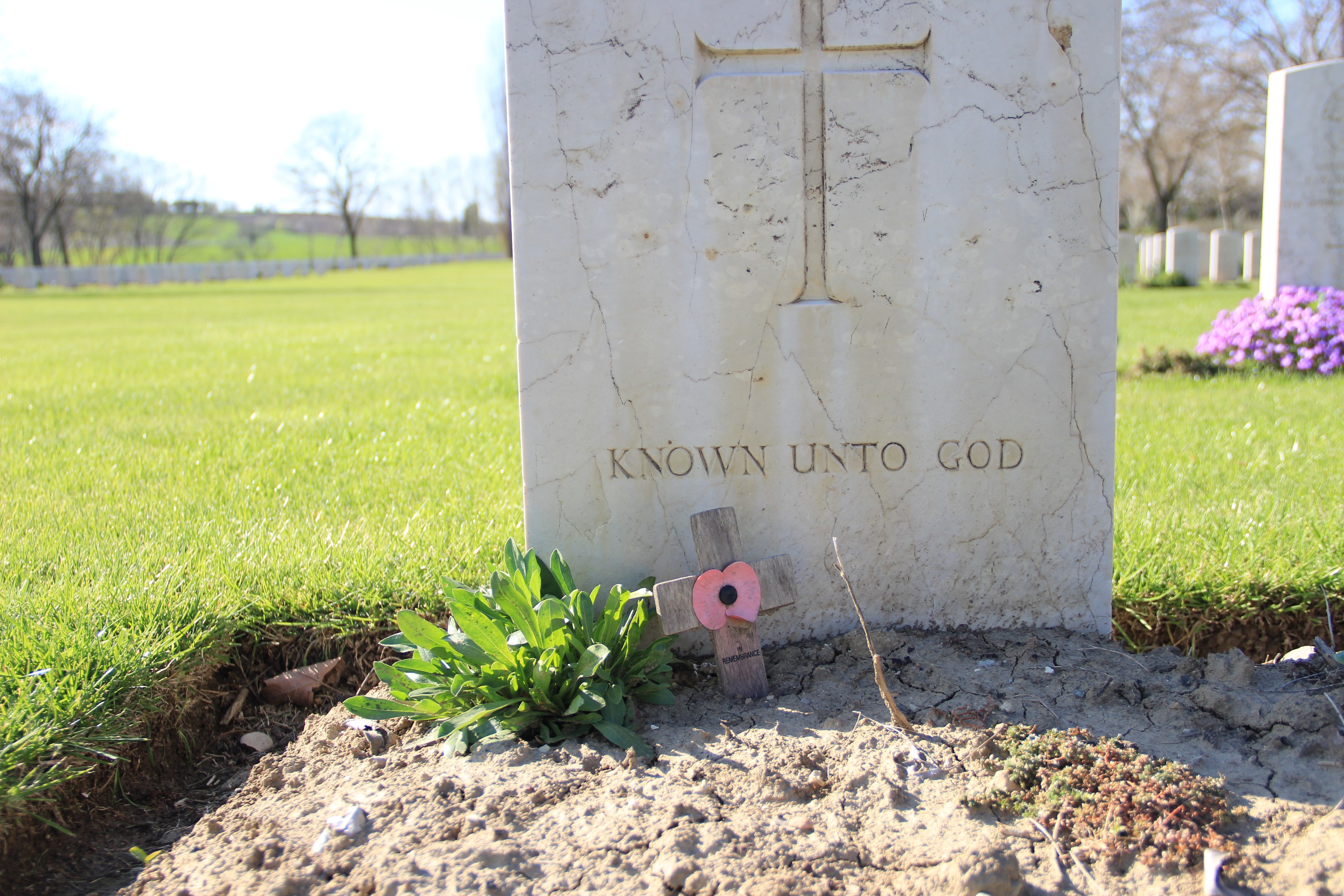
La tomba di un soldato ignoto, aprile 2015

Il cimitero di guerra inglese di Coriano conta 1.939 sepolture,  di cui 1.413 britanniche, 427 canadesi, 52 neozelandesi, 28 sudafricane, 8 indiane, 1 australiana, 1 russa, 3 di altre nazionalità, e 7 non identificate. Ci sono 50 tombe non identificate.

### Sepolture notevoli
- Shane O'Neill, 3º Barone O'Neill (1907–44), politico anglo-irlandese, tenente colonnello del North Irish Horse, Royal Armoured Corps, morto il 24 ottobre 1944[13]
- John G. Watson (ca. 1921–44),[14] il cui nome è stato dato al Watson Peak, Columbia Britannica,[15] soldato dei Seaforth Highlanders of Canada, morto il 17 settembre 1944[14]

## Accesso
Il cimitero è sempre aperto, e servito dalla linea di autobus 20 di Start Romagna SpA tra Rimini e Coriano. Un parcheggio in ghiaia e pietra fuori dall'entrata principale include piazzole per pullman.